# Credit Anstalt-Bankverein
Le Creditanstalt-Bankverein (CA-BV) est une banque autrichienne fondée en 1855 sous le nom de Österreichische Credit-Anstalt für Handel und Gewerbe (abrégé Credit Anstalt ou Creditanstalt). 
Ce fut l'une des principales banques de l'Empire austro-hongrois, puis, après 1919, de l'Autriche. En 1934, elle est sauvée de la faillite en fusionnant avec la Wiener Bankverein.
La Credit Anstalt-Bankverein a fusionné en 2002 avec la Bank Austria, puis, en 2007, avec Unicredit. 

## Credit Anstalt (1855-1930)

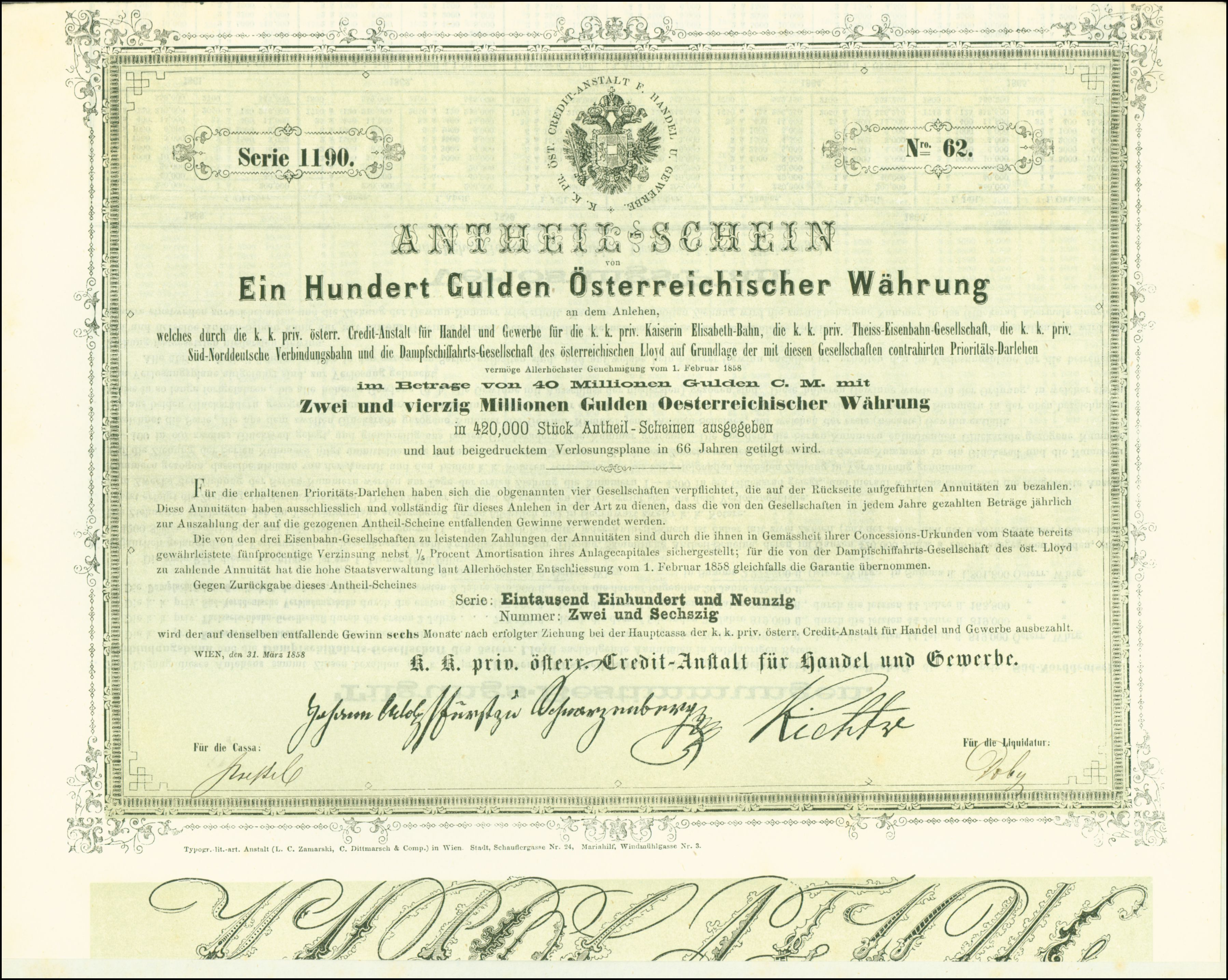
Action du Credit-Anstalt für Handel und Gewerbe en date du 31 mars 1858

Fondé le 30 octobre 1855 à Vienne, le Credit Anstalt (de son nom complet, Österreichische Credit-Anstalt für Handel und Gewerbe) devient, avant 1914, le plus important établissement financier de l'Autriche-Hongrie. L'actionnaire principal est le comte Anselm von Rothschild, qui reçoit de l'empereur François-Joseph le privilège de financer le développement des chemins de fer sur le territoire austro-hongrois. Peu à peu, le Credit-Anstalt devient le premier investisseur industriel et entrepreneurial de l'empire. 

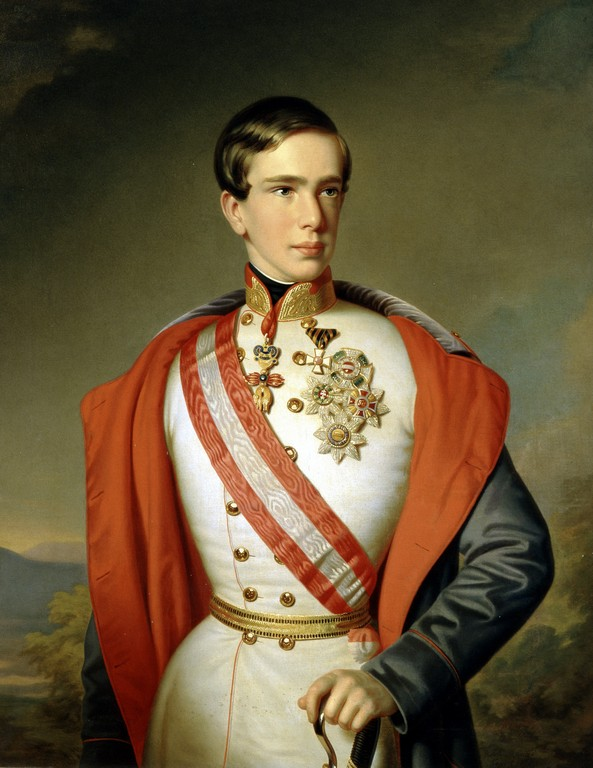
L'empereur François-Joseph
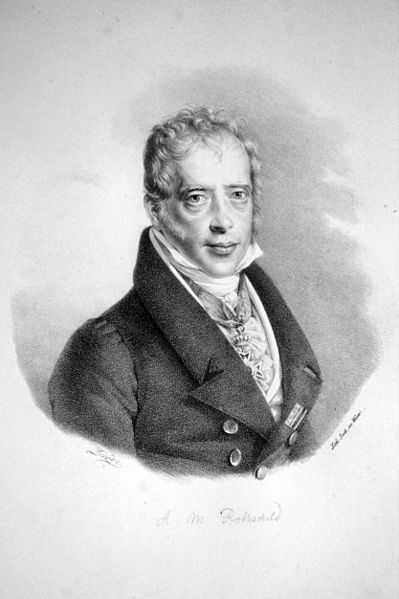
Anselm Rothschild

En 1873, le comte Rothschild recapitalise l'établissement, affaibli par la panique de 1873. En 1909, il fait construire sur la Schottengasse le siège de la banque, un bâtiment en style néoclassique conçu par Ernst Gotthilf et Alexander Neumann. En 1911, le fils d'Anselm, Louis von Rothschild (1882-1955) succède à son père à la tête des actionnaires.
Après la  défaite de 1918, la chute de la monarchie et le démembrement de l'empire, au début des années 1920, le système bancaire autrichien est en crise : l'État intervient via la Bodencreditanstalt et la Österreichische Postsparkasse pour sauver quelques établissements, tandis que le Credit-Anstalt permet à la Anglo-Österreichische Bank d'éviter la banqueroute. Le Credit-Anstalt agit également sur le terrain industriel en favorisant le regroupement d'entreprises proches, donnant naissance à des Konzerns. 
La crise de 1929 entraîne en 1930 une succession de faillites en Autriche.

## La faillite de 1931 et le début de la Grande dépression en Allemagne
En 1931, l'Autriche, issue d'un empire qui avait été réduit par le Traité de Versailles à un petit pays de 6 millions d'habitants, annonce des pourparlers avec l'Allemagne pour établir une union douanière afin de stimuler le commerce, ce qui ne contrevenait à aucune clause du traité. Le gouvernement français réagit négativement et exige le remboursement immédiat de quelque 300 millions de dollars de crédits à court terme dus par l’Allemagne et l’Autriche aux banques françaises, afin de faire pression sur les deux pays pour qu’ils mettent fin à leur projet d'union douanière. Cela provoque un effondrement du cours de la monnaie autrichienne et la faillite de la principale banque autrichienne, le Credit Anstalt.
Le 8 mai 1931, le Credit-Anstalt se déclare incapable de couvrir les traites de ses clients pour un montant de 140 millions de schillings, et elle se déclare, de facto, en faillite trois jours plus tard le 11 mai 1931. En Allemagne une ruée des déposants de la Darmstaedter und Nationalbank (dite Danat Bank), déclenchant en Allemagne le début de la Grande dépression. Par ailleurs, le Credit-Anstalt possède des participations majoritaires dans la plupart des grosses entreprises autrichiennes, et, d'autre part, elle est présente entre autres en Allemagne, en Angleterre, et aux États-Unis.
Les banques centrales de Grande-Bretagne, des États-Unis, de France et d'Allemagne se réunissent alors pour discuter d’une injection de crédit d’urgence afin d’essayer d’arrêter la propagation de la panique monétaire, mais il est trop tard. Elles déclarent inacceptable la faillite d'une banque aussi importante, c'est l'origine de la fameuse expression : « Too Big to Fail ». 
Le Parlement autrichien fait voter en catastrophe la Creditanstalt-Gesetz, une loi financière, qui permet de recapitaliser la banque et de garantir la dette publique autrichienne. L'État autrichien injecte 100 millions de schillings, tandis que la Banque nationale d'Autriche et la Famille Rothschild mettent 30 millions chacun. La nationalisation du Credit-Anstalt, un temps proposée par les sociaux-démocrates Autrichiens, n'a donc pas lieu. 
En 1934, le Credit-Anstalt fusionne avec un groupement de banques régionales, intégrant les activités de la Niederösterreichische Escompte-Gesellschaft, et devient le Österreichische Creditanstalt - Wiener Bankverein,.

## Creditanstalt-Bankverein (1934-2002)
En 1933, en Allemagne, Adolf Hitler est nommé chancelier et impose peu à peu son pouvoir. En 1938, ses troupes rattachent l'Autriche à l'Allemagne (Anschluss). L'Autriche est rayée de la carte et intégrée au Troisième Reich nazi.  Mettant en œuvre la politique antisémite déjà en place en Allemagne, les nazis contraignent Louis von Rothschild à s'expatrier à Londres, mettant un terme définitif à 118 années de management de cette famille de financiers. La banque est donc aryanisée, spoliant au passage des centaines d'industriels, d'artisans, de commerçants juifs, puis la Deutsche Bank absorbe les avoirs du Österreichische Creditanstalt - Wiener Bankverein, qui devient en 1939, le Creditanstalt-Bankverein, simple réserve de trésorerie pour le Troisième Reich. Parmi les dirigeants Autrichiens, deux ont été des résistants : Franz Josef Messner, qui travailla pour l'agence de renseignement américaine Office of Strategic Services (OSS) — arrêté au printemps 1944, il est exécuté sommairement par les nazis le 23 avril 1945 —, et Josef Joham, directeur général, qui signala à l'OSS à partir de septembre 1943 les manipulations financières des sbires de Joseph Goebbels, entre autres.
En 1946, le Creditanstalt-Bankverein est nationalisé conformément à la loi-cadre qui stipule que l'ensemble des avoirs autrichiens passent sous le contrôle de la nation. Cette mesure permet de dénazifier le tissu industriel et financier autrichien et surtout d'éviter un appauvrissement et un effondrement de l'économie. Josef Joham reste au poste de directeur général jusqu'en 1959 et organise entre autres l'indemnisation de l'ensemble des familles spoliées.
La banque retrouve sa fonction originelle, celle d'être un établissement de crédit commercial. Elle se consacre au financement de groupes industriels autrichiens. Ses participations vont dans les principales entreprises autrichiennes, par exemple, Wienerberger, Steyr Daimler Puch AG, Danau Chemie AG, Lenzing AG, Semperit AG et Universale Bau.
Dès 1956, l'État autrichien privatise 40 % de la banque. À partir de 1964, elle élargit ses activités aux services aux particuliers. En 1970, le Creditanstalt-Bankverein devient la première banque autrichienne (CA-BV). 
Durant les années 1980, le CA-BV ouvre des filiales à l'étranger. En 1987, la part des pouvoirs publics tombe à 51 % du capital. En 1996, le CA-BV qui a largement profité de l'effondrement du bloc de l'Est, affiche une bonne santé apparente, avec  81 succursales internationales et 255 succursales autrichiennes et plusieurs banques affiliées.
En 1997, après bien des hésitations politiques, le Creditanstalt-Bankverein est privatisé, avec une introduction à la Bourse de Vienne : 69,45 % des droits de vote passent aux mains d'investisseurs privés. La Bank Austria est l'actionnaire majoritaire, à hauteur de 17,2 milliards de schillings, soit environ 1,25 milliard d'euros. 
En 2001, le CA-BV passe sous le contrôle de la Bayerische Hypo- und Vereinsbank (HVB), laquelle possédait des parts importantes de la Bank Austria, ce qui conduit naturellement à la fusion des deux entités sous le nom de Bank Austria Creditanstalt (BA-CA). En 2005, le groupe bancaire italien Unicredit prend une part majoritaire dans le groupe après avoir racheté HypoVereinsbank. Le 20 septembre 2007, la nouvelle structure prend le nom de UniCredit Bank Austria AG, ce qui signifie que l'existence structurelle du Credit-Anstalt s'est terminée après plus de 152 ans d'activité.